# Солигорская ГЭС
Солигорская ГЭС — малая гидроэлектростанция Беларуси. Построена согласно решению Минского облисполкома от 7 февраля 2002 года. Введена в эксплуатацию 12 января 2007 года. Здание ГЭС и турбинная камера расположены на левом берегу реки Случь в нижнем бьефе плотины Солигорского водохранилища. Мощность 150 кВт. Годовая выработка электроэнергии ~1 млн кВт·ч, что достаточно для обеспечения ~2,5 тыс. человек. ГЭС имеет две турбины мощностью по 75 кВт каждая, производства ООО «Промышленный союз-Энергия» (Гродно). Проектная документация разработана «Белгипроводхозом». Строительные работы, начатые в декабре 2005, были выполнены ПМК-79 ОАО «Солигорскводстрой», общая цена работ составила 0,9 млрд белорусских рублей (в ценах 2007). Общая цена оснащения — 0,22 млрд рублей (2007). Общая цена ГЭС — 1,24 млрд рублей (2007). Планируемый срок окупаемости — 6—8 лет.